# Kvarnerviken

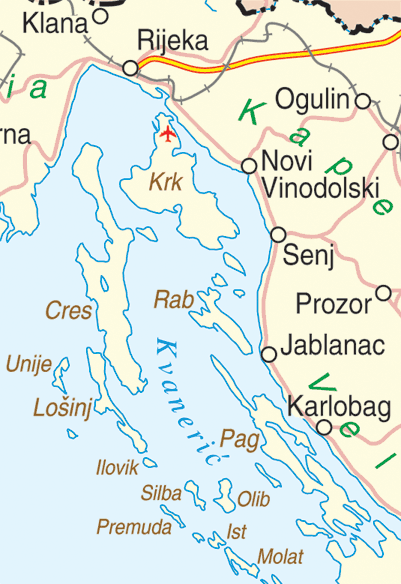
Karta över Kvarnerviken.

Kvarnerviken (kroatiska: Kvarnerski zaljev, italienska: Quarnero/Quarnaro/Carnaro, tyska: Kvarner-Bucht/Quarnerobusen) är en stor vik samt en region och en ögrupp i Adriatiska havet. Den tillhör Kroatien och gränsar till halvön Istrien i nordväst och det kroatiska kustlandet i öst. Den största staden vid viken är Rijeka. De största öarna i viken är Cres, Krk, Pag, Rab och Lošinj. Norr om viken finns bergs- och skogsregionen Gorski kotar med bland annat speciell flora och djurliv och i söder finns naturparken Velebit. 